# Jimmy Neutron: mały geniusz (film)
Jimmy Neutron: mały geniusz (ang. Jimmy Neutron: Boy Genius, 2001) – amerykański pełnometrażowy film animowany, wyprodukowany przez Nickelodeon. Polska wersja filmu została wydana w formacie lektora.

## Fabuła
Jimmy Neutron marzy o nawiązaniu kontaktu z obcą cywilizacją, ale wystrzelony przez niego satelita zrobiony z tostera, zostaje przejęty przez wrogo nastawionych kosmitów, zwanych Jajanami. Pod osłoną nocy, kiedy wszystkie dzieci wymykają się na otwarcie Retrolandu, eskadra statków kosmitów uprowadza wszystkich rodziców z miasteczka Retroville. Teraz do akcji przystępuje Jimmy – chłopiec musi zbudować kosmiczną flotę z lunaparkowych pojazdów i polecieć z misją ratunkową w kosmosie razem z innymi dziećmi. Kiedy docierają do planety Jajan, dowiadują się, że ich rodzice mają być poświęceni w ofierze dla boga Jajan, Drobii. Teraz, Jimmy musi użyć swojego mózgu, żeby uratować rodziców, pokonać kosmitów i wrócić do domu na obiad.